# Kỹ thuật công nghiệp

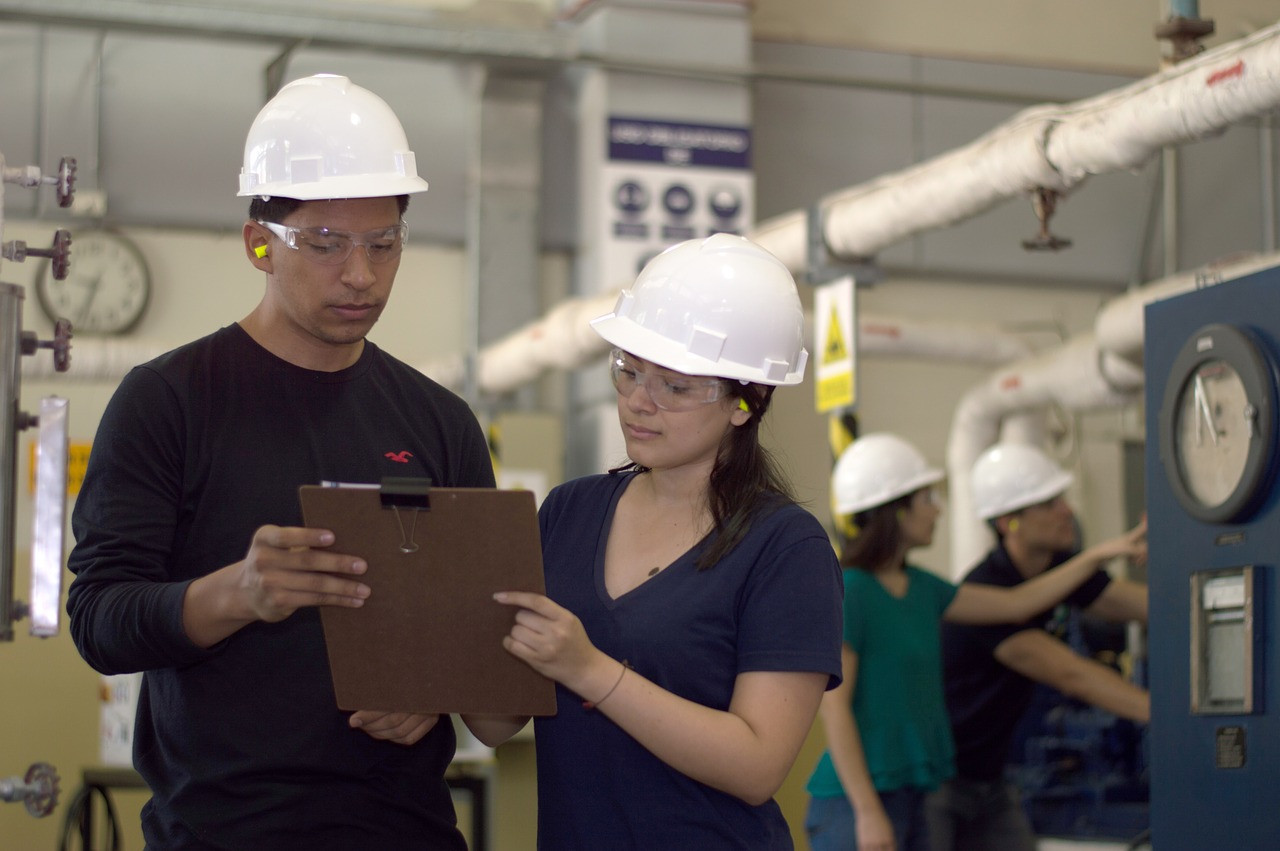
Kỹ sư công nghiệp trong một nhà máy.

Kỹ thuật công nghiệp là một nghề kỹ thuật liên quan đến việc tối ưu hóa các quy trình, hệ thống hoặc tổ chức phức tạp bằng cách phát triển, cải tiến và triển khai các hệ thống tích hợp về con người, tiền bạc, kiến thức, thông tin, thiết bị, năng lượng và vật liệu.
Các kỹ sư công nghiệp sử dụng kiến thức và kỹ năng chuyên môn trong toán học, vật lý và khoa học xã hội, cùng với các nguyên tắc và phương pháp phân tích và thiết kế kỹ thuật, để xác định, dự đoán và đánh giá kết quả thu được từ các hệ thống và quy trình. Từ những kết quả này, họ có thể tạo ra các hệ thống, quy trình hoặc tình huống mới cho sự phối hợp hữu ích của lao động, vật liệu và máy móc, đồng thời cũng cải thiện chất lượng và năng suất của các hệ thống vật lý hoặc xã hội. Tùy thuộc vào các chuyên ngành phụ liên quan, kỹ thuật công nghiệp cũng có thể trùng với nghiên cứu vận hành, kỹ thuật hệ thống, kỹ thuật sản xuất, kỹ thuật sản phẩm, kỹ thuật chuỗi cung ứng, khoa học quản lý, quản lý kỹ thuật, kỹ thuật tài chính, công thái học hoặc kỹ thuật nhân tố, kỹ thuật an toàn, kỹ thuật hậu cần hoặc những ngành khác, tùy thuộc vào quan điểm hoặc động cơ của người sử dụng.

## Giáo dục
Ngành Kỹ thuật công nghiệp nghiên cứu sự phát triển trong tương tác giữa con người với máy móc, vật liệu, thông tin, quy trình và môi trường.
Hiện tại, Việt Nam đang có một số trường đào tạo chuyên ngành này, ở cả 3 bậc Đại học, Thạc sĩ và Tiến sĩ. Tùy vào chương trình đào tạo và định hướng nghề nghiệp nên mỗi trường sẽ có những tên gọi khác nhau:
| STT | Trường Đại học                                     | Ngành                         | Bậc học                 |
| --- | -------------------------------------------------- | ----------------------------- | ----------------------- |
| 1   | Trường Đại học Bách Khoa – Đại học Quốc gia TP.HCM | Kỹ thuật Hệ thống Công nghiệp | Đại học/Thạc sĩ         |
| 2   | Trường Đại học Quốc Tế – Đại học Quốc gia TP.HCM   | Kỹ thuật Hệ thống Công nghiệp | Đại học/Thạc sĩ/Tiến sĩ |
| 3   | Trường Đại học Sư phạm Kỹ thuật TP.HCM             | Kỹ thuật Công nghiệp          | Đại học                 |
| 4   | Trường Đại học Nguyễn Tất Thành                    | Kỹ thuật Hệ thống Công nghiệp | Đại học                 |
| 5   | Trường Đại học Kỹ thuật - Công nghệ Cần Thơ        | Kỹ thuật Hệ thống Công nghiệp | Đại học                 |
| 6   | Trường Đại học Bách Khoa - ĐH Đà Nẵng              | Kỹ thuật Hệ thống Công nghiệp | Đại học                 |
| 7   | Trường Đại học Công Nghiệp Hà Nội                  | Kỹ thuật hệ thống công nghiệp | Đại học                 |
| 8   | Khoa Quốc Tế - ĐHQG Hà Nội                         | Kỹ thuật hệ thống công nghiệp | Đại học                 |
| 9   | Trường Đại học Sư phạm Kỹ thuật Hưng Yên           | Kỹ thuật hệ thống công nghiệp | Đại học                 |